# Christian Stocker
Christian Stocker (* 20. března 1960 Vídeňské Nové Město) je rakouský politik, od ledna 2025 předseda Rakouské lidové strany (ÖVP). Od roku 2019 je poslancem Národní rady (dolní komory rakouského parlamentu). V březnu roku 2025 byl jmenován spolkovým kancléřem.
Christian Stocker, jehož otec Franz Stocker byl rovněž poslancem Národní rady za Rakouskou lidovou stranu, navštěvoval základní školu a gymnázium ve Vídeňském Novém Městě. Po složení maturity zahájil v roce 1979 studium práv na Vídeňské univerzitě, které úspěšně ukončil v roce 1986 titulem magistr. V roce 1988 se stal doktorem práv. Po absolvování soudní praxe u okresního a krajského soudu ve Vídeňském Novém Městě se od roku 1994 věnuje samostatné advokátní praxi.
V roce 1990 se stal členem městského zastupitelstva v rodném městě. Zastával různé funkce, včetně předsedy lidoveckého klubu klubu v zastupitelstvu (1992–1995), předsedy kontrolního výboru (1995–2000) a druhého místostarosty (od roku 2000). V roce 2000 byl zvolen předsedou lidové strany ve městě, roku 2015 se stal prvním místostarostou a od roku 2020 je radním pro finance, majetek a správu nemovitostí. V roce 2019 byl jmenován poslancem Národní rady, kde nahradil Johanna Rädlera. V září 2022 byl zvolen generálním tajemníkem Rakouské lidové strany. V roce 2024 byl zvolen do Národní rady, získal přímý mandát a stal se členem vyjednávacího týmu pro koalici s sociálně demokratické strany (SPÖ) a NEOS. Po rezignaci Karla Nehammera byl 5. ledna 2025 jmenován předsedou lidové strany. Po neúspěšných jednáních se svobodnou stranou (FPÖ) a rezignaci na komunální mandát v roce 2025 se stal hlavním kandidátem na post rakouského kancléře v rámci koaličních jednání s SPÖ a NEOS.

### Spolkový kancléř
Dne 3. března 2025 složil Christian Stocker přísahu jako spolkový kancléř Rakouska do rukou spolkového prezidenta Alexandera Van der Bellena a sestavil svou vládu.